# Liang Na
Kaiserin Liang Na (* 116; † 150), formell Kaiserin Shunlie (milde und verdienstvolle Kaiserin), war eine Kaiserin der Han-Dynastie. Ihr Gemahl war der Kaiser Shun. Sie diente später als Regentin für seinen Sohn Kaiser Chong, und seine zwei Nachfolger Zhi und Huan. Als Kaiserinwitwe und Regentin trat sie fleißig und verlässlich auf, aber sie vertraute ihrem brutalen und korrupten Bruder Liang Ji, dessen autokratische Natur den Kaiser Huan nach ihrem Tode zum Staatsstreich und zur Zerstörung der Liang-Sippe führte.

## Familiärer Hintergrund und Heirat mit Kaiser Shun
Die künftige Kaiserin wurde im Jahre 116 geboren. Ihr Vater war Liang Shang, ein verlässlicher Beamter, der als Marquis von Chengshi diente. Er war der Enkel der Konkubine Liang, der Mutter des Kaisers He. Liang Na wird von der Geschichtsschreibung und den klassischen konfuzianistischen Schriften als fleißig in Hand- und Nadelarbeiten beschrieben.
Im Jahre 128, als sie zwölf Jahre alt war, wurden sie und ihre Tante zu kaiserlichen Konkubinen erkoren. Kaiser Shun war damals 13 Jahre alt. Liang Na war eine der beliebtesten Konkubinen, aber sie lehnte geschlechtliche Beziehungen zum Kaiser ab, um den anderen Konkubinen den Vortritt zu lassen. Kaiser Shun war von ihr tief beeindruckt. Im Jahre 131 überlegte er, ob er sie zur Kaiserin erheben sollte. Zu Beginn wollte er die Götter um Anleitung bitten und zog Lose zwischen vier seiner Lieblingskonkubinen. Aber nachdem ihm Beamte von den Losen abgeraten hatten, erhob er Liang Na im Jahre 132 als Tugendhafteste zur Kaiserin.

## Als Kaiserin
Als Kaiserin blieb Liang Na bescheiden und mischte sich nicht bemerkenswert in die Verwaltung ihres Gemahls ein. Kaiser Shun jedoch vertraute ihren Verwandten immer mehr und beförderte ihren Vater Liang Shang bis zum Großmarschall. Liang Shang war ein sanftmütiger und verlässlicher Mann, obwohl es ihm an Fähigkeiten mangelte. Er wählte jedoch andere fähige und verlässliche Beamte, und während seiner Dienstzeit war die politische Szene sauberer denn je. Auch Liang Nas Brüder Liang Ji und Liang Buyi wurden wichtige Beamten.
Im Jahre 141 starb Liang Shang, und Kaiser Shun bestimmte in einem schlecht beratenen Schritt Liang Ji zu seinem Amtsnachfolger. Liang Ji sollte im Lauf der Jahre alle Widersacher ausstechen und sich selbst die höchste individuelle Stellung in der kaiserlichen Verwaltung verschaffen.
Unter der Regierung ihres Gemahls blieb Kaiserin Liang eine der liebsten Gattinnen des Kaisers, gebar ihm jedoch keinen Sohn. Kaiser Shun hatte nur einen bekannten Sohn, Liu Bing, den ihm seine Konkubine Yu im Jahre 143 geboren hatte. Im Jahre 144, als Kaiser Shun erkrankte, ernannte er Liu Bing zum Kronprinzen. Er starb vier Monate später, und Kronprinz Bing bestieg den Thron als Kaiser Chong. Kaiserin Liang, nunmehr Kaiserinwitwe, diente als Regentin.

## Regentschaft für die Kaiser Chong und Zhi
Die Kaiserinwitwe trat auch in der Regierung des Reiches sehr eifrig auf. Sie nahm einige integre Beamte als Berater an und ließ sich von ihnen in den wichtigen Geschäften beraten. Allerdings vertraute sie auch ihrem Bruder Liang Ji zutiefst, der seine Position weiter konsolidierte. Trotzdem war sie in einigen wichtigen Angelegenheiten in der Lage, sich gegen ihn durchzusetzen. Beispielsweise schützte sie 145 den verlässlichen Beamten Li Gu gegen Liang Jis Verlangen, ihn hinzurichten.
Im Jahre 145 starb der junge Kaiser Chong, und weil sie dem Volk gegenüber offen sein wollte, verkündete sie seinen Tod unmittelbar danach. Sie berief die jungen Vettern des Kaisers an den Hof in Luoyang: Liu Suan, den Prinzen von Qinghe, und Liu Zuan, den Sohn von Liu Hong (dem Prinzen von Bohai). Sie wollte sie als mögliche Nachfolger prüfen. Prinz Sun war wahrscheinlich schon erwachsen und wird als ernst und anständig beschrieben. Die Beamten waren von ihm sehr angetan. Aber Liang Ji wollte einen jüngeren Kaiser, den er kontrollieren konnte. Deshalb wies er Kaiserinwitwe Liang an, den siebenjährigen Liu Zuan zum Kaiser zu ernennen. Er bestieg als Kaiser Zhi den Thron, und Liang Na diente weiterhin als Regentin.
Im Jahre 146 erkannte Kaiser Zhi das korrupte Wesen des Liang Ji und nannte ihn unverblümt einen „überheblichen General“. Liang Ji vergiftete ihn ohne das Wissen der Kaiserinwitwe Liang. Die wichtigsten Beamten wollten Liu Sun zum Nachfolger machen, aber Liang Ji verbot ihre Wünsche abermals und überredete die Kaiserinmutter, stattdessen den 14-jährigen Liu Zhi (den Marquis von Liwu) zum Kaiser zu ernennen, der ihrer Schwester Liang Nüying versprochen war. Er bestieg den Thron als Kaiser Huan, und Liang Na diente weiterhin als Regentin.

## Regentschaft für Kaiser Huan
Als Regentin für Kaiser Huan setzte Liang Na ihre vorherige Politik fort, aber Liang Ji gewann an Macht und konnte Li Gu 146 aus der Regierung verdrängen, nachdem dieser die Thronbesteigung des Kaisers Huan öffentlich in Frage gestellt hatte.
Im Jahre 147 heiratete Kaiser Huan die Schwester der Kaiserinwitwe Liang Na, Liang Nüying, und machte sie zur Kaiserin. Noch im selben Jahr klagte Liang Ji Li Gu und den Prinzen Suan fälschlich der Verschwörung zum Aufstand an. Prinz Suan wurde zum Marquis von Weishi degradiert und beging Selbstmord. Li Gu und Du Qiao – ein anderer Beamter, der sich gegen Liang Ji stellte – wurden hingerichtet.
Im Jahre 150 verkündete Kaiserinwitwe Liang Na ihren Rücktritt als Regentin und gab die Regierungsgewalt an den Kaiser Huan ab. Noch im selben Jahr starb sie und wurde mit ihrem Gemahl, Kaiser Shun, bestattet. Ohne seine Schwester wurde Liang Ji noch mächtiger, brutaler und korrupter. Schließlich verschwor sich Kaiser Huan mit den Eunuchen gegen ihn und stürzte ihn im Jahre 159. Die Liang-Sippe wurde ausgelöscht.
| Vorgänger | Amt                        | Nachfolger   |
| --------- | -------------------------- | ------------ |
| Yan Ji    | Kaiserin von China 132–144 | Liang Nüying |

| Personendaten    | Personendaten                         |
| ---------------- | ------------------------------------- |
| NAME             | Liang Na                              |
| ALTERNATIVNAMEN  | Kaiserin Shunlie                      |
| KURZBESCHREIBUNG | chinesische Kaiserin der Han-Dynastie |
| GEBURTSDATUM     | 116                                   |
| STERBEDATUM      | 150                                   |